# Хронологія рекордів України з бігу на 800 метрів серед чоловіків
Рекорди України з бігу на 800 метрів визнаються Федерацією легкої атлетики України з-поміж результатів, показаних українськими легкоатлетами на відповідній дистанції на біговій доріжці стадіону, за умови дотримання встановлених вимог.

## Хронологія рекордів

### Ручний хронометраж
- Рекорди УРСР за ручним хронометражем на дистанції 800 метрів фіксувались впродовж всього періоду існування СРСР (до 1992 року), в тому числі й після 1981 року паралельно з фіксацією рекордів за автоматичним хронометражем.
- За часів незалежної України Федерація легкої атлетики України скасувала можливість реєстрації рекордів України на дистанції 800 метрів з часом, зафіксованим ручним хронометражем, лише наприкінці 2003 року.
- В першому стовпчику таблиці вказаний номер рекорду в хронологічному порядку. Відсутність такого номера навпроти відповідного результату означає, що він не був затверджений з певних причин як рекорд УРСР (України).

| | Час       | Атлет                      | Місто змагань | Дата змагань  | Примітки | Відео |
| --- | --------- | -------------------------- | ------------- | ------------- | -------- | ----- |
| 1 | 2.15,7    | Володимир Колпиков Київ    | Харків        | 12-15.08.1921 |          |       |
| І Всеукраїнська олімпіада, спортивний майданчик «Гельферіх-Саде», ф1: 1. Володимир Колпиков 2.15,7. |           |                            |               |               |          |       |
| 2 | 2.12,3    | Володимир Колпиков Київ    | Київ          | 30.07.1922    |          |       |
| |           |                            |               |               |          |       |
| 3 | 2.11,2    | Володимир Колпиков Київ    | Харків        | 15.08.1922    |          |       |
| |           |                            |               |               |          |       |
| 4 | 2.08,8    | Олександр Маляренко Харків | Харків        | 01.10.1926    |          |       |
| |           |                            |               |               |          |       |
| 5 | 2.08,4    | Олександр Маляренко Харків | Харків        | 26-31.07.1927 |          |       |
| |           |                            |               |               |          |       |
| 6 | 2.04,1    | Володимир Кожушко Київ     | Харків        | 16-21.08.1927 |          |       |
| Спартакіада УСРР, ф1: 1. Володимир Кожушко 2.04,1. |           |                            |               |               |          |       |
| 7 | 2.03,8    | Володимир Кожушко Київ     | Київ          | 9-15.07.1928  |          |       |
| Чемпіонат УСРР, ф1: 1. Володимир Кожушко 2.03,8. |           |                            |               |               |          |       |
| 8 | 2.03,0    | Олександр Єрмаков Харків   | Харків        | 07.08.1933    |          |       |
| |           |                            |               |               |          |       |
| 9 | 2.00,8    | Олександр Єрмаков Харків   | Київ          | 20-24.06.1935 |          |       |
| |           |                            |               |               |          |       |
| 10 | 1.58,4    | Віктор Шелудяков Київ      | Київ          | 13.06.1936    |          |       |
| |           |                            |               |               |          |       |
| 11 | 1.57,0    | Юрій Ляшенко Харків        | Київ          | 23.08.1937    |          |       |
| Загальносоюзні змагання майстрів спорту. |           |                            |               |               |          |       |
| 12 | 1.56,3    | Геннадій Модой Харків      | Харків        | 18.06.1949    |          |       |
| |           |                            |               |               |          |       |
| 13 | 1.54,4    | Петро Чевгун Київ          | Київ          | 05.07.1949    |          |       |
| |           |                            |               |               |          |       |
| 14 | 1.53,4    | Петро Чевгун Київ          | Москва        | 23-25.07.1949 |          |       |
| Матчева зустріч СРСР-Чехословаччина, стадіон «Динамо», ф1: 1. Петро Чевгун 1.53,4. 2. Вацлав Вінтер 1.54,1. 3. Олександр Пугачевський 1.54,7. 4. Ч. Кодреле 1.59,5. |           |                            |               |               |          |       |
| 15 | 1.52,1    | Петро Чевгун Київ          | Москва        | 04.09.1949    |          |       |
| Чемпіонат СРСР, стадіон «Динамо», ф1: 1. Петро Чевгун 1.52,1. 2. Ерік Веєтиусме (Таллінн) 1.53,3. 3. Павло Дьомін (Москва) 1.54,0. |           |                            |               |               |          |       |
| 16 | 1.51,7    | Петро Чевгун Київ          | Київ          | 18.09.1950    |          |       |
| Чемпіонат СРСР, Республіканський стадіон імені М.Хрущова, ф1: 1. Петро Чевгун 1.51,7. 2. Сергій Архаров (Москва) 1.52,5. 3. Геннадій Модой (Москва) 1.52,6. 4. Юрій Шапкайц (Ленінград) 1.53,9. 5. Микола Бєлокуров (Дніпропетровськ) 1.54,0. 6. В. Потапов (Москва) 1.54,3. Тривалий час Петро Чевгун тримався за спинами лідерів, а коли до фінішу лишалося трохи більше 200 метрів, вирвався наперед і фінішував з новим республіканським рекордом. |           |                            |               |               |          |       |
| 17 | 1.51,0    | Петро Чевгун Київ          | Москва        | 15.07.1951    |          |       |
| Рекорд СРСР. Матчева зустріч СРСР-Польща-Румунія, стадіон «Динамо», ф1: 1. Петро Чевгун 1.51,0. 2. Геннадій Модой 1.51,4. 3. Е. Потшебовський 1.51,5. 4. Роман Корбан 1.51,8. 5. В. Поп 1.55,0. 6. Д. Тилмачиу 1.55,6. |           |                            |               |               |          |       |
| 18 | 1.50,4    | Петро Чевгун Київ          | Ленінград     | 25.08.1952    |          |       |
| Рекорд СРСР |           |                            |               |               |          |       |
| 19 | 1.50,2    | Олексій Іванов Одеса       | Одеса         | 18.09.1956    |          |       |
| |           |                            |               |               |          |       |
| 20 | 1.49,8    | Олексій Іванов Одеса       | Київ          | 07.10.1956    |          |       |
| |           |                            |               |               |          |       |
| 21 | 1.49,7    | Олексій Іванов Одеса       | Київ          | 13.10.1956    |          |       |
| |           |                            |               |               |          |       |
| 22 | 1.49,4    | Абрам Кривошеєв Чернівці   | Тула          | 21-22.05.1960 |          |       |
| Матчева зустріч РРФСР-УРСР-Москва-Ленінград, ф2: 1. Валерій Булишев (Ленінград) 1.48,8. 2. Абрам Кривошеєв 1.49,4. 3. Чонгар Галіуллін (Ленінград) 1.49,7. |           |                            |               |               |          |       |
| 23 | 1.48,4    | Абрам Кривошеєв Чернівці   |               | 13.08.1960    |          |       |
| |           |                            |               |               |          |       |
| 24 | 1.48,1    | Абрам Кривошеєв Чернівці   | Рим           | 01.09.1960    |          |       |
| Рекорд СРСР. Олімпійські ігри, Олімпійський стадіон, 2пф5: 1. Пітер Снелл 1.47,2 (1.47,34). 2. Рогер Мунс 1.47,4 (1.47,49). 3. Пауль Шмідт 1.47,8 (1.47,95). 4. Джеррі Зіберт 1.48,0 (1.48,20). 5. Абрам Кривошеєв 1.48,1 (1.48,25). 6. Ерні Канліфф 1.50,8 (1.50,92). |           |                            |               |               |          |       |
| 25 | 1.47,9    | Абрам Кривошеєв Чернівці   | Москва        | 12.08.1963    |          |       |
| Спартакіада народів СРСР, Центральний стадіон імені В. І. Леніна, ф3: 1. Валерій Булишев (Ленінград) 1.47,7. 2. Рейн Тельп (Таллінн) 1.47,9. 3. Абрам Кривошеєв 1.47,9. |           |                            |               |               |          |       |
| 26 | 1.47,5    | Абрам Кривошеєв Чернівці   | Токіо         | 15.10.1964    |          |       |
| Олімпійські ігри, Олімпійський стадіон, 2пф6: 1. Джордж Керр 1.46,1 OR. 2. Вілсон Кіпругут 1.46,1 OR. 3. Дітер Богацкі 1.46,9. 4. Джон Бултер 1.47,1. 5. Рудольф Клабан 1.47,4. 6. Абрам Кривошеєв 1.47,5. 7. Дерек Маклін 1.48,4. 8. Пекка Юутілайнен 1.50,3. |           |                            |               |               |          |       |
| 27 | 1.47,2    | Євген Аржанов Київ         | Ленінград     | 14.07.1968    |          |       |
| Матчева зустріч СРСР-НДР-Польща, стадіон імені В. І. Леніна, ф3: 1. Дітер Фромм 1.46,1. 2. Хенрик Шордиковський 1.46,8. 3. Євген Аржанов 1.47,2. 4. Ігор Потапченко 1.49,2. 5. Ф. Ріхтер 1.51,6. 6. В. Марчик 1.55,4. |           |                            |               |               |          |       |
| 28 | 1.46,4    | Євген Аржанов Київ         | Київ          | 19.08.1969    |          |       |
| Чемпіонат СРСР, Центральний стадіон, ф2: 1. Сергій Крючок (Ленінград) 1.46,2 (рекорд СРСР). 2. Євген Аржанов 1.46,4. 3. Володимир Колесников (Москва) 1.49,2. 4. Ігор Потапченко (Ленінград) 1.49,2. 5. Микола Наливайко (Ленінград) 1.49,4. |           |                            |               |               |          |       |
| 29 | 1.45,5 NR | Євген Аржанов Київ         | Київ          | 02.07.1970    |          |       |
| Рекорд СРСР. Меморіал братів Знаменських, Центральний стадіон, заб. Зі спогадів Є.Аржанова: "Другого липня 1970 року розпочиналися змагання на призи братів Знаменських. У спортивній пресі натякали, що від мене чекають всесоюзного рекорду. Того року ми з тренером розпочали експериментальні тренування, відкинули багато старого, впровадили дещо нове. Природно, як при всякому експерименті, хотілося бачити результати. Про це я й говорив, виступаючи по телебаченню. Рекордів я не обіцяв, але зрозуміли мене саме так. Ми припинили тренування за три дні до старту. Іван Михайлович (Іван Михайлович Токар, тренер Є.Аржанова. - Прим.) дав мені аркуш паперу, на якому записав графік майбутнього забігу. Ось він: 200 м - 25,5 секунди; 400 м - 51,5; 500 м - 64,5; 600 м - 1.18,5; 800 м - 1.45,6 секунди. Раніше ми домовилися, що один з учасників, Володимир Дацюк, проведе мене на першому колі. Так коли дали старт, Володимир рвонувся вперед так енергійно, що я не став за ним бігти і всю дистанцію практично пройшов сам. Кінцевий результат був новим рекордом СРСР - 1.45,5 секунди, а відхилення від графіка, який склав Іван Михайлович, становило на кожному відрізку не більше ніж одну десяту секунди. ... У фіналі я не виступав, бо під час забігу розірвалися обидві шипівки і я пошкодив пальці." Аржанов Є.О. Довгі два кола. — Київ : «Здоров'я», 1981. — С. 63-64. |           |                            |               |               |          |       |
| 30 | 1.45,3    | Євген Аржанов Київ         | Москва        | 17.08.1972    |          |       |
| Рекорд СРСР. Відкрита першість Москви, ф1. |           |                            |               |               |          |       |
| 31 | 1.45,3    | Євген Аржанов Київ         | Цюрих         | 06.07.1973    |          |       |
| Рекорд СРСР. Світовий клас в Цюриху, Летцигрунд, ф2: 1. Дані Малан 1.44,9. 2. Євген Аржанов 1.45,3 (1.45,49). 3. Енді Картер 1.45,5. 4. Байрон Дайс 1.45,7. |           |                            |               |               |          |       |

### Електронний хронометраж
Можливість (проте — не обов'язковість) визнання рекордами УРСР в бігу на 800 метрів результатів, зафіксованих електронним хронометражем, була введена після 1981.
| | Час     | Атлет                | Місто змагань | Дата змагань | Примітки | Відео |
| --- | ------- | -------------------- | ------------- | ------------ | -------- | ----- |
| 1 | 1.45,49 | Євген Аржанов Київ   | Цюрих         | 06.07.1973   |          |       |
| Рекорд СРСР. Світовий клас в Цюриху, Летцигрунд, ф2: 1. Дані Малан 1.44,9. 2. Євген Аржанов 1.45,3 (1.45,49). 3. Енді Картер 1.45,5. 4. Байрон Дайс 1.45,7. |         |                      |               |              |          |       |
| 2 | 1.45,08 | Леонід Масунов Одеса | Київ          | 22.06.1984   |          |       |
| Загальносоюзні змагання, Республіканський стадіон, ф3: 1. Василь Матвеєв (Москва) 1.44,25 (рекорд СРСР). 2. Віктор Калінкін (Пенза) 1.44,73. 3. Леонід Масунов 1.45,08. 4. Олександр Костецький (Улан-Уде) 1.45,17. 5. Яків Шенкерман (Ленінград) 1.46,16. 6. Анатолій Міллін (Чебоксари) 1.47,15. 7. Валерій Стародубцев (Іркутськ) 1.47,86. 8. Павло Трощило (Мінськ) 1.48,98. |         |                      |               |              |          |       |
| 40 років, 268 днів від дати встановлення |         |                      |               |              |          |       |